# Canjiquinha

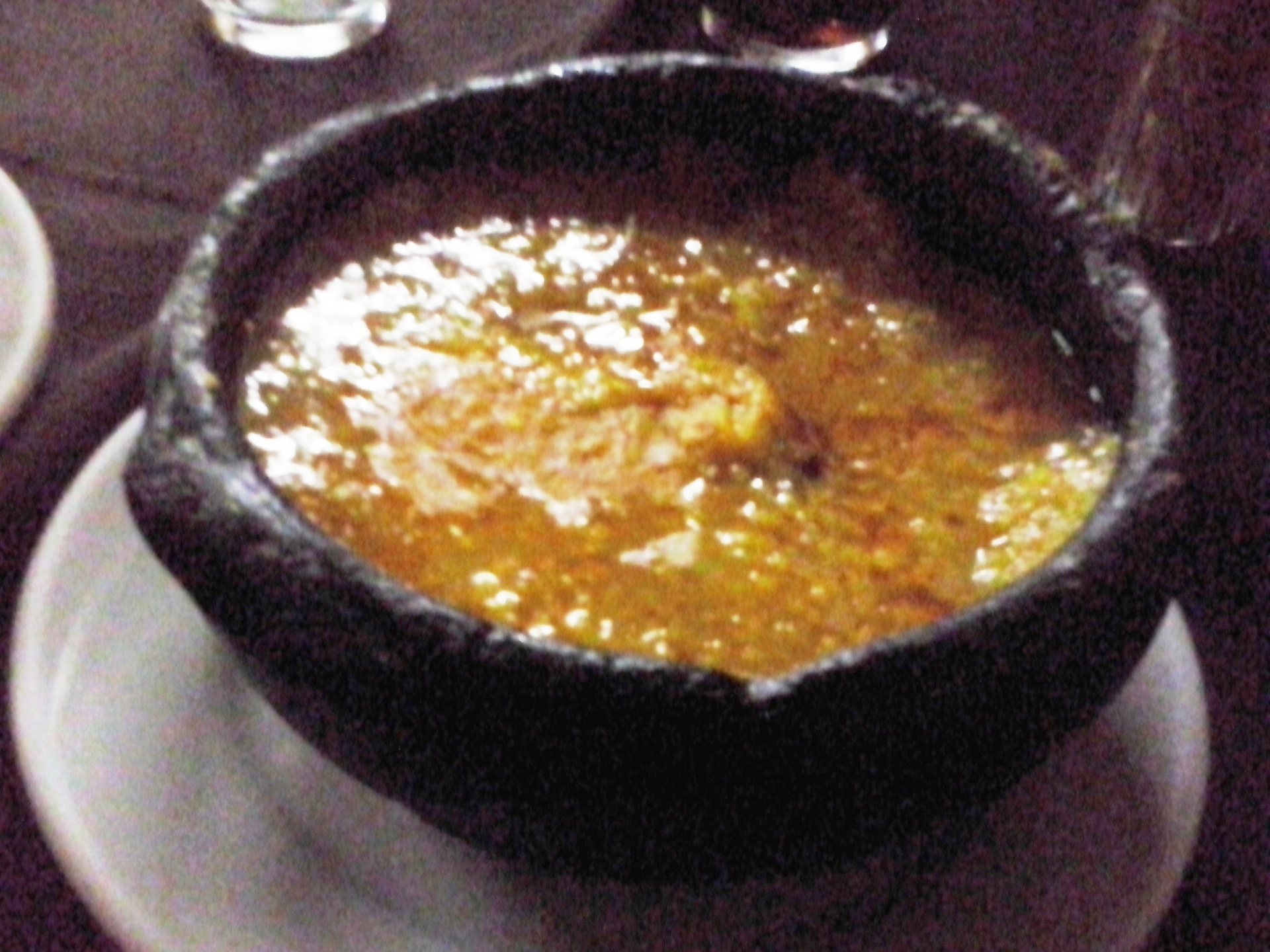
Canjiquinha em panela de barro em restaurante de Coronel Fabriciano

A canjiquinha, também conhecida por quirera de milho ou péla égua, é uma iguaria brasileira típica do estado de Minas Gerais que se constitui de milho triturado grosseiramente até se esfarelar (mas não ao ponto de passar por uma peneira) sendo cozido com carne de porco (geralmente costelinha) e outros temperos caseiros. Há ainda variações feitas com carne bovina, frango ou linguiça. Normalmente é servida em prato fundo, acompanhada de couve picada fina, refogada ou com pimenta.
A verdadeira data da origem do preparo da canjiquinha é desconhecida, porém há documentos relatando seu preparo por volta de 1749. Pode ser considerada uma variedade do xerém, nome dado em outras regiões a diversos pratos salgados da cozinha luso-brasileira baseados em milho quebrado e cozido.
Na versão paranaense a quirera com suã tornou-se prato típico de algumas regiões, sendo considerada uma herança dos tropeiros. A iguaria pode ser encontrada na região dos Campos Gerais do Paraná, onde é bastante consumida.